# Elliot Perry
Pour les articles homonymes, voir Perry.
Elliot Perry, né le 28 mars 1969, à Memphis, au Tennessee, est un ancien joueur américain de basket-ball. Il évolue au poste de meneur. 

## Palmarès
- Finaliste du championnat des Amériques 1989
- McDonald's All-American Team 1987